# پن بدجلی
پن دایتون بجلی (به انگلیسی: Penn Dayton Badgley) (زاده ۱ نوامبر ۱۹۸۶) یک بازیگر آمریکایی است، از جمله فیلم‌های معروفی که او در آن ها نقش‌آفرینی کرده می‌توان به جان تاکر باید بمیرد، ناپدری ، ایزی ای و سریال you اشاره کرد.

## زندگی‌نامه
پن بجلی در سال ۱۹۸۶ در بالتیمور در ایالت مریلند آمریکا زاده شد،  او همچنین کودکی خود را در ریچموند، ویرجیانا، سیاتل، واشینگتن گذراند. او از سن یازده سالگی وارد هالیوود شد و بازیگری را آغاز کرد، او همچنین مورد تأیید دانشگاه کالیفرنیای جنوبی است، در ماه مه ۲۰۰۸ مجلهٔ پیپل تصویر دو بوسه را هنگامی که بجلی در تعطیلات در مکزیک بود منتشر کرد، او همچون در انتخابات ریاست‌جمهوری سال ۲۰۰۸ آمریکا باراک اوباما را پشتیبانی کرد، در آوریل ۲۰۱۰ بجلی همراه با برد پیت به کمیتهٔ تعیین‌ شده برای پیشنهاد برگزاری جام‌جهانی فوتبال در سال ۲۰۱۸ یا ۲۰۲۲ در آمریکا پیوست.

## فیلم‌شناسی
- (۲۰۲۱) کیک تولد
- (۲۰۲۱) اینجا امروز
- (۲۰۱۸) سریال تو(you)
- (۲۰۱۳) قطعات در هر میلیارد
- (۲۰۱۲) سلام از تیم باکلی
- (۲۰۱۱) مارجین کال (Margin Call)
- (۲۰۱۰) ایزی ای (Easy A)

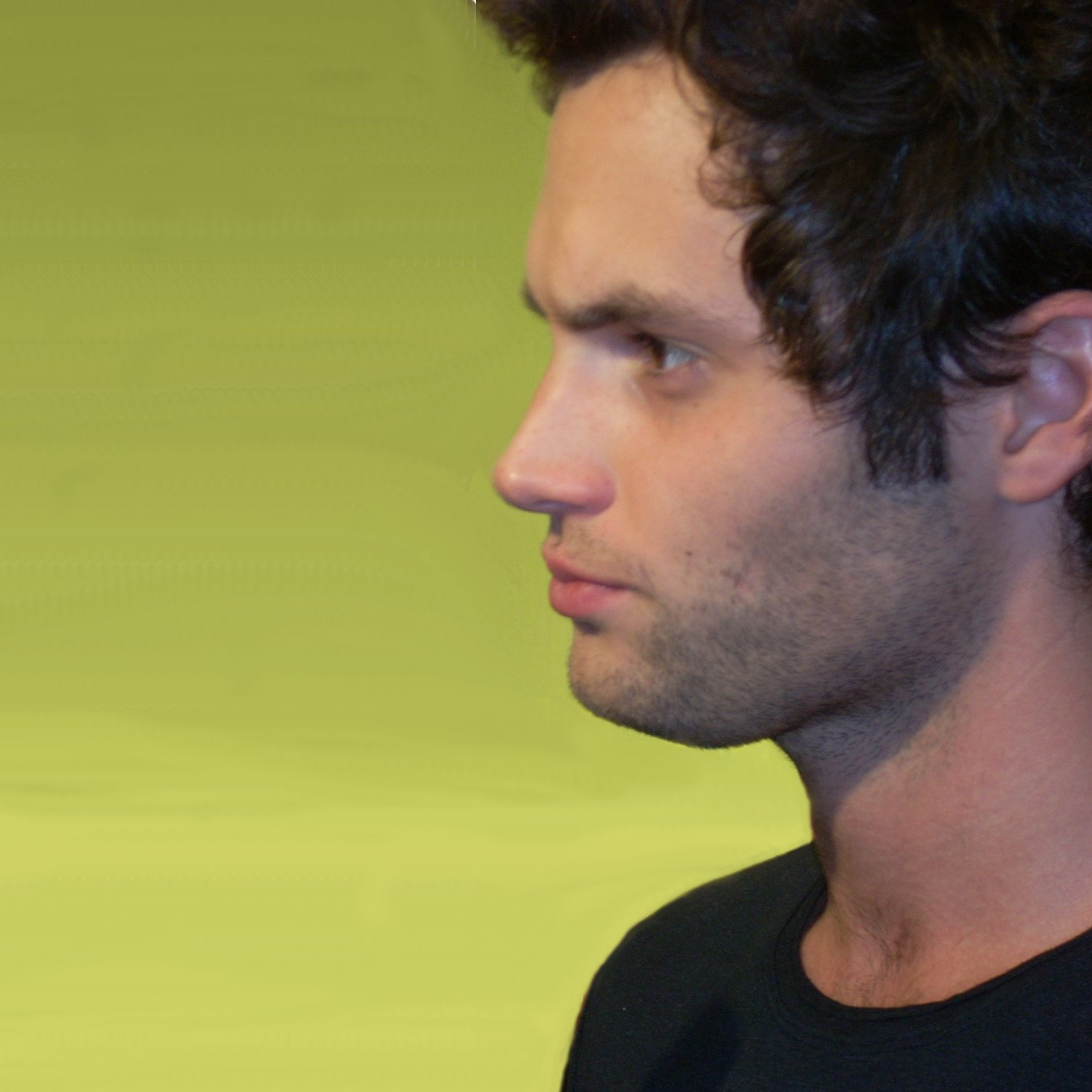
پن دایتون بجلی در ۲۰۰۹

- (۲۰۰۹) ناپدری (فیلم ۲۰۰۹) (The Stepfather)
- (۲۰۰۹) شعبده باز (The Juggler)
- (۲۰۰۸) قوی برای همیشه (Forever Strong)
- (۲۰۰۷-اکنون) سریال دختر سخن چین
- (۲۰۰۶) درایو درو (Drive-Thru)
- (۲۰۰۶) جان تاکر باید بمیرد (John Tucker Must Die)
- (۲۰۰۶) خاطرات بدفورد (The Bedford Diaries)
- (۲۰۰۵–۲۰۰۴) سریال کوهستان (The Mountain)
- (۲۰۰۳) توئیلایت زون (The Twilight Zone)
- (۲۰۰۲) انجام بیشتر (Do Over)
- (۲۰۰۲) سریال من چی درموردت دوست دارم (What I Like About You)
- (۲۰۰۱) فلوفر (The Fluffer)
- (۲۰۰۰) جوان و بی‌قرار (The Young and the Restless)
- (۲۰۰۰) ددیو (Daddio)
- (۲۰۰۰) سریال گاو (Bull)
- (۲۰۰۰) برادران گارسیا (The Brothers García)
- (۱۹۹۹) خواسته و چمن (Will & Grace)